# Dendrobates lamasi
Dendrobates lamasi (tên tiếng Anh: Pasco Poison Frog, ếch độc Pasco) là một loài ếch độc thuộc họ Dendrobatidae.
Đây là loài đặc hữu của Peru.
Môi trường sống tự nhiên của chúng là rừng ẩm vùng đất thấp nhiệt đới hoặc cận nhiệt đới và các đồn điền.